# ブランド
ブランド（銘柄、英: brand）とは、ある財・サービスを、他の同カテゴリーの財やサービスと区別するためのあらゆる概念。当該財サービス（それらに関してのあらゆる情報発信点を含む）と消費者の接触点（タッチポイントまたはコンタクトポイント）で接する当該財サービスのあらゆる角度からの情報と、それらを伝達するメディア特性、消費者の経験、意思思想なども加味され、結果として消費者の中で当該財サービスに対して出来上がるイメージ総体。
それが現在のブランドの概念と言える。ブランドを冠して財やサービスを提供する側の意思を端的に表現するものとして、文字や図形で具体的に表現された商標を使用することが多い。広い意味では高級や低品質など関係無しに全ての商品やサービスに対してブランドと呼ぶ。
狭義としては高級品や一流品などを示す意味で使われる。ファッション分野では「ブランド物」や「DCブランド」と呼ばれたり、電化製品や一般消費財では一流メーカーの物を「メーカー品」と呼んだりする。
ブランドという単語は従来はマーケティング（マーケティング・コミュニケーション）の世界の用語であったが、地域自体やその名称をブランドと考える「地域ブランド」も近年提唱されており、その概念は広がりを見せている。著名な施設に名前を付ける権利が、期間を区切って取引契約される「ネーミングライツ」も21世紀の新現象である。
ブランドやマーケティング等を研究する学術団体については、1951年4月21日、日本商業学会が慶應義塾大学教授向井鹿松を初代会長として設立された。

## 概要
ブランドは元々、牧場の所有者が自分の家畜などに焼印を施し、他者の家畜と区別するために行われた行為を表す北欧の言葉に由来していると言われている。商標法で保護されている「ブランド」も、同じような商品を見分けるために製造元が取り付けていた商標やマーク、タグ、デザインなどの付属物に過ぎない。しかし、その商品が優れていた結果広く使われるに従い、付属物が「商品が良質だ」「使い勝手が良い」等といった判断基準を消費者に連想させるような働きをするようになる。また、その製品やサービスが品質やコンプライアンスの面で社会的信用を失った場合はその逆もある。
商品を現すイメージを確立した後は、付属物自体（ブランド自体）が重要な意味を持つようになった。それが商品やサービスとは離れて、地域を越えて独り歩きする力を持つ場合もある。例えばTHXはルーカス・フィルムのAV音響の1部門として始まったが、そのブランド力の強さからスピンアウトし、後に外資企業含めて数回にわたる買収の対象となった。
一方、国の経済状況によっては、国家の関与によりブランド力が低下、消滅することがある。日本の例では、1939年、第二次世界大戦勃発に伴うインフレーション抑制を目的とした価格統制令（先立つ物価停止令）により公定価格が設定、製品によってブランド単位で価格が固定化された。その後、石鹸の例では1940年に、ビールの例では1943年に製品そのものの規格化や製造会社の統合が進み、戦後、生産体制が回復するまでブランドが消滅することとなった。
現代では、マーケティング分野におけるブランドの価値が注目されており、欧米における企業買収、合併に際して“ブランド価値”無形資産として高く評価されている（例：たばこ会社のフィリップモリスが食品会社クラフトを買収したときや、ネスレがイギリスの菓子メーカーを買収した際には、財務上の企業価値以上にブランド価値に対してプレミアムを加える形で巨額を支払った）。

## 原義とそこからの派生
ブランドとは「焼印をつけること」を意味する brander というノルウェーの古ノルド語から派生したものであるといわれている。古くから放牧している家畜に自らの所有物であることを示すために自製の焼印を押した。現在でも brand という言葉には、商品や家畜に押す「焼印」という意味がある。これから派生して「識別するためのしるし」という意味を持つようになった。「真新しい」という意味の英語 brand-new も「焼印を押したばかりの」という形容が原義である。日本でも紀文食品はその創業時、主力の蒲鉾やちくわに焼印を付けることで、商品の希少性、信頼性を認知させてきた（現在も一部の商品には「紀文」という焼印が押されている）。
このことから、他の売り手・売り手集団の製品・サービスを識別し、競合他社（他者）のものと差別化することを目的とした、名称、言葉、シンボル、デザイン及びそれらの組み合わせであるとされる。他社（他者）の製品・サービスより優れており、それを顧客に認識させることによって、企業等にとっては顧客の安心感を獲得でき、自有ブランドに「価値」が生まれる。

## 意義

### 経済的意義
経済的に、ブランドの価値は超過収益力として表現される。他社とまったく同一の機能・性能を持つ商品を販売する場合、他社よりも高い値段を付けても売れるならそれはブランドの信用力に由来する価値である。他社よりも高くできた値段の差額が超過収益力となる。

### 会計上の扱い
イギリスで1980年代、サッチャー政権のときにブランド資産価値 (Brand Equity) が認められるようになった。
会計上ブランドの価値は、合併の際にのれんとして計上される。高いブランド価値を持つ企業は市場で評価されることで純資産以上の時価総額を持つことになるが、その差額がのれんである。ただし自社で勝ち取ったブランド力は客観的な経済価値を見積もることができないため、資産（自己創設のれん）として計上することは認められない。

## ブランドの広告と定着
多くの企業が何らかの形で自社のブランド戦略を持っているが、これらの企業を利用するユーザーの同意があって初めて「ブランド」として認知されるため、ブランドのコントロールは非常に困難な作業となる。これらは価格やデザイン、広告戦略、顧客対応など、企業がかかわる行動とステークホルダーすべての総和であるため、純粋な費用の投下だけでは達成し得ない。

## ブランドの広告の新しい形

### ブランデット・エンタテインメント
ブランデッド・エンタテインメントとは、映画・ドラマ・音楽・スポーツなどのエンタテインメント・コンテンツの中に、違和感を覚えさせないで商品やブランドを溶け込ませるという広告宣伝の手法。近年アメリカで盛んに行われている。日本の広告業界でも2006年ぐらいから導入が具体的に検討されるようになった。

## 企業のブランド戦略の一例
企業名そのものをブランド名とする場合が多いが、一つの企業が高級ブランドと生活に密着した普及品ブランドなど、複数のブランドを展開する場合もある。例えばトヨタ自動車では一般ブランドの「トヨタ」と、高級車ブランドの「レクサス」を展開している。
また、そのブランドにネガティブなイメージが存在する場合は、その打破を図ってブランドが変更されたり新規に追加されたりすることもある。トヨタ自動車の場合、2003年から2016年まで、北アメリカではトヨタ/レクサスに加えて若者向け（個性派）の「サイオン」も展開していたが、これは北米市場の性質上、若年層を取り込む必要性が高いことと、「高品質だけど退屈」というネガティブイメージが、トヨタ/レクサスで付いてしまったことが経緯として存在する。
また同じ製品でも、国家によってブランドが異なる場合もある。また、ソニーは「SONY」のアルファベット4文字がブランドイメージを担っている。
日本国内ではメルセデス・ベンツといえば高級車、フェラーリ、ポルシェといえば高級スポーツカーの代表的ブランドであるといった固定観念が他国から見ても非常に強く、そのこだわりは諸外国から見れば異常なほどでもある。
ただ、このような大手ブランドの安定性は、ネット社会の影響によりそれほど安定でない情況にある。一因として、ネット内の評判を株価に直結しやすい状況があるためであるが、ネット内情報は電子的に架空の複数発言を生成可能にするなどの誤魔化しも多いため、社会市民の判断の成熟も、真のブランドが育っているかのバロメータとなる。

## 学校のブランド戦略の一例
日経BPコンサルティングは2000年代から「大学ブランド・イメージ調査」を毎年実施している。
シンボルマークやイメージカラーを持つところもある。大学と特定のスポーツメーカーが提携する例も出てきている（2011年にミズノと関西大学、2013年にアディダス ジャパンと青山学院大学、2016年にアシックスと早稲田大学、同年ドームと学校法人関東学院、ミズノと梅村学園）。

## ファッション分野におけるブランド
ファッションにおけるブランドは、個性がより求められるため、他業界よりも差別化の価値が高いとされており、いわゆる「ブランド戦略」が成り立ちやすい。高価格・高品質で、そのデザインやコンセプトが賞賛を浴びるプレステージブランドはその好例である。
またファッションでは商品の品質とは別に、「どこで買ったか」も重要な要素となる。そのため商品価格とブランド価値は必ずしも一致するとは限らない。例えば、質が同程度の商品がA店（低価格が売り）とB店（おしゃれなことで定評がある）で売っていれば、消費者はたとえ低所得層であってもB店を選ぶ傾向がある。「家電製品と衣類は違う」のである。結果として、品質が安物であっても宣伝などに成功すれば、人気が出て有名ブランドとなる事例もある（一例としてはターゲットとウォルマートがある）。
昨今のアパレル系企業においては、商業的な手法で次々とブランドを立ち上げ、売り上げ次第でいとも簡単にコンセプト変更・切り捨てが行われる手法が存在するのは、前述の事例とも無関係とはいえない。
ファストファッションブランドも含め、小売企業にとって東京・銀座に出店することは一つのステイタスであるともいわれる。
ブランドの人気度の指標として、紙袋も挙げられる。

## 人気ブランド
人気とは世間の評判のことで、「人気ブランド」とは世間の評判の高いブランドのこと。
その一方、「人気のある高級ブランド」の意味で使われることがある。高級ブランドの多くは王族貴族など特権的地位にある人々が一品ものを高値で購入していたことからその価値が高まっていった。しかし、現代的な大衆化社会になるに従って、一般大衆に広く販売することが求められるようになってきた。大衆経済社会の波の下では従来の特権階級のためだけの存在であることは、企業存続できずに合併吸収されるか、あるいはブランドの死を意味することとなった。そのため、現代社会に生きながらえている「高級ブランド」という一群は、単に高級であるだけでなく、「広く大衆から高級であると認知されること」を自らが継続的に訴える努力をおこなうようになった。つまり、販売対象を実質的には大衆に拡大しながらも、貴族的価値観あるいは高額であることを納得させられるだけの理由など、「なぜ高級か」を説得するための価値観をブランドに込め、継続的に訴求するようになった。こうして大衆的な販売層に対して、高額商品でありながらも世間の憧れの的となりえたブランドも「人気高級ブランド」と呼ばれることがある。
人気ブランドとなったブランドはその大衆化や日常化のために陳腐化によるブランド価値の低下とのバランスをどのように図るかが課題となる。特に希少性を訴えるものであればあるほどそのバランスが難しい。そのため企業経営の安定を目的として、主要なブランド名とは異なるサブブランドあるいは別ブランドでの展開を含めた総合的な戦略が採られることも多い。ブランドは国を超えて売買されており、実態としてはブランドがある特定の国に従属するものではなくなってきているのもグローバル経済となった現代的な特徴である。

### 経営
- ブランディング
- 企業ブランディング
- コーポレートアイデンティティ (CI)
- ブランド・ポートフォリオ戦略
- マーケティング・コミュニケーション
- 広告
- ブランド拡張
- メタフォリカルブランディング
- のれん分け
- ラベル（レコードレーベル）
- パーソナルブランド（自分ブランド）
- プライベートブランド
- ブランド・コミュニティ

### 学術
- ブランド・ロイヤルティ
- 国家ブランド指数

### 法律
- 商標
- 意匠権
- コピー商品

### ブランドマーク
- 図像学
- 焼印
- 象徴
- 紋章
- 家紋
- 記号
- シンボルマーク
- ロゴタイプ